# Паньковка (Белокуракинский район)
Паньковка (укр. Паньківка) — село, относится к Белокуракинскому району Луганской области Украины. Расположено на реке Козинка.
Население по переписи 2001 года составляло 599 человек. Почтовый индекс — 92253. Телефонный код — 6462. Занимает площадь 22,27 км². Код КОАТУУ — 4420986903.

## Местный совет
92252, Луганська обл., Білокуракинський р-н, с. Нещеретове  (укр.)